# Риськін Арон Борисович
Аро́н Бори́сович Ри́ськін (1899, містечко Тихиничі Рогачовського повіту Могильовської губернії, тепер агромісто Рогачовського району Гомельської області, Республіка Білорусь — 10 квітня 1984, місто Мінськ, тепер Республіка Білорусь) — білоруський радянський діяч, секретар ЦК КП(б) Білорусії із постачання, 1-й секретар Мінського міського комітету КП(б) Білорусії, 1-й секретар Єврейського обласного комітету ВКП(б). Член Тимчасового Білоруського бюро ЦК РКП(б) з 4 лютого до 14 травня 1924 року. Член Бюро ЦК КП(б) Білорусі з 29 січня 1932 до травня 1937 року. 

## Життєпис
Народився в єврейській родині кравця-ремісника.
З 1912 до липня 1917 року працював кравцем за наймом у приватних майстернях міста Юзівки (тепер Донецьк) Катеринославської губернії.
Член РСДРП(б) з липня 1916 року.
У серпні 1917 — січні 1918 року — організатор РСДРП(б) у місті Рогачові Могильовської губернії.
У січні 1918 — січні 1919 року — голова Рогачовського підпільного комітету РКП(б) Могильовської губернії.
У січні 1919 — жовтні 1922 року — голова Рогачовського повітового бюро профспілок Гомельської губернії.
У жовтні 1922 — жовтні 1923 року — завідувач тарифно-економічного відділу Гомельської губернської ради профспілок.
У жовтні 1923 — серпні 1924 року — відповідальний секретар Могильовського повітового комітету ВКП(б) Гомельської губернії.
У серпні 1924 — травні 1925 року — відповідальний секретар Могильовського окружного комітету КП(б) Білорусії.
У травні 1925 — вересні 1926 року — відповідальний секретар Вітебського окружного комітету КП(б) Білорусії.
У вересні 1926 — вересні 1928 року — слухач Курсів марксизму при Комуністичній академії при ЦВК СРСР у Москві.
У вересні 1928 — січні 1929 року — відповідальний інструктор Північно-Кавказького крайового комітету ВКП(б) у місті Ростові-на-Дону.
У січні 1929 — липні 1932 року — секретар Партійної колегії Центральної контрольної комісії КП(б) Білорусії — заступник голови Центральної контрольної комісії КП(б) Білорусії.
16 листопада 1931 — 16 січня 1934 року — секретар ЦК КП(б) Білорусії із постачання.
14 січня 1934 — 3 червня 1937 року — відповідальний (1-й) секретар Мінського міського комітету КП(б) Білорусії.
23 травня — 12 жовтня 1937 року — 1-й секретар Єврейського обласного комітету ВКП(б). Постановою пленуму обласного комітету ВКП(б) Єврейської автономної області 12 жовтня 1937 року знятий з посади та виключений з партії.
З жовтня 1937 до березня 1938 року працював кравцем Біробіджанської швейної фабрики Єврейської автономної області. 
15 березня 1938 року заарештований органами НКВС. У березні 1940 року етапований із міста Хабаровська до Мінська. 1 лютого 1941 року Особливою нарадою при НКВС СРСР засуджений до 8 років позбавлення волі, які відбував у Комі АРСР.
З 23 грудня 1950 по листопад 1954 року проживав на поселенні в Красноярському краї.
У листопаді 1954 року звільнений, переїхав до міста Мінська. 2 березня 1955 року реабілітований, у вересні 1955 року відновлений у членах КПРС.
У вересні 1955 — серпні 1956 року — на пенсії в Мінську.
У серпні 1956 — липні 1957 року — директор кравецького ательє № 4 в Мінську.
З липня 1957 року — персональний пенсіонер союзного значення в Мінську.
Помер 10 квітня 1984 року в Мінську.

## Нагороди
- орден Трудового Червоного Прапора
- ювілейна медаль «50 років Збройних Сил СРСР» (1968)